# Torre de Ria
La torre de Ria és una torre defensiva d'origen  hispanomusulmà que es troba a Serra (província de València). Està declarat bé d'interès cultural amb registre ministerial RI-51-0010760 de 21 de febrer de 2002.
El lloc de nom Ria-el origen sembla l'àrab Rhia, molí d'aigua- es componia als segles  XVI i  XVII de dos partides adjacents conegudes com La Solana i L'Ombría. La primera denominació s'ha perdut, però la segona es manté a la Font de l'Ombria, les aigües possiblement serien utilitzades al molí. La torre defensava el llogaret i les seves terres. Es troba a 700 m de la font.
La torre és de planta gairebé quadrada, d'uns 6 metres de costat. Està construïda amb murs de pedra i tàpia i coberta de morter de calç del qual es conserven restes a mitjana alçada i a la seva cara nord, a tres metres, presenta una obertura per la qual s'accedeix a un recinte d'uns tres per tres metres. Fins a aquesta altura, la construcció és massissa i, a partir d'ella s'aixequen els murs en talús, conservats pràcticament tots, amb algunes obertures estretes a la manera d'espitlleres. Les excavacions realitzades l'any 1990 van descobrir una sèrie d'estructures d'habitació confrontants amb la torre.